# 1A busz (Balatonfüred)
A balatonfüredi 1A jelzésű autóbusz a Volántelep és az Autóbusz-állomás (vasútállomás) megállóhelyek között közlekedett. A vonalat az ÉNYKK Zrt. üzemeltette.

## Közlekedése
Csak a téli menetrend szerint közlekedett napi 1-2 alkalommal.

## Útvonala
| Autóbusz-állomás (vasútállomás) felé: |
| --- |
| - Volántelep - Bajcsy-Zsilinszky utca - Dózsa György utca - Kossuth Lajos utca - Szent István tér - Ady Endre utca - Jókai Mór utca - Horváth Mihály utca - Castricum tér - Autóbusz-állomás (vasútállomás) |

## Megállók
| Megállóhely neve                | Menetidő | Átszállási lehetőségek       | Fontosabb létesítmények                                                         |
| ------------------------------- | -------- | ---------------------------- | ------------------------------------------------------------------------------- |
| Volántelep                      | 0        | 1, 3, 4                      | Volántelep, Temető                                                              |
| Kossuth tér                     | 1        | 1, 1B, 2, 2A, 2B, 3, 4       | Református templom, Evangélikus templom, Városi Könyvtár és Múzeum, Kossuth tér |
| Közösségi Ház                   | 2        | 1, 1B, 2, 2A, 2B, 3, 4       | Közösségi Ház, Krisztus Király templom, Városháza, Szent István tér             |
| Perczel Mór utca                | 3        | 1, 1B, 2, 2A, 2B, 5, 6       |                                                                                 |
| Nádor utca                      | 4        | 1, 2, 2A                     |                                                                                 |
| Horváth Mihály utca             | 5        | 1, 1B, 2, 2A, 2B, 3, 4, 5, 6 | Rádiómúzeum                                                                     |
| Autóbusz-állomás (vasútállomás) | 6        | 1, 1B, 2, 2A, 3, 4, 5, 6     | Autóbusz-állomás, Vasútállomás, Castricum tér                                   |

## Menetrend
- Balatonfüredi menetrend Archiválva 2015. szeptember 25-i dátummal a Wayback Machine-ben